# Casa solariega de Ponsay

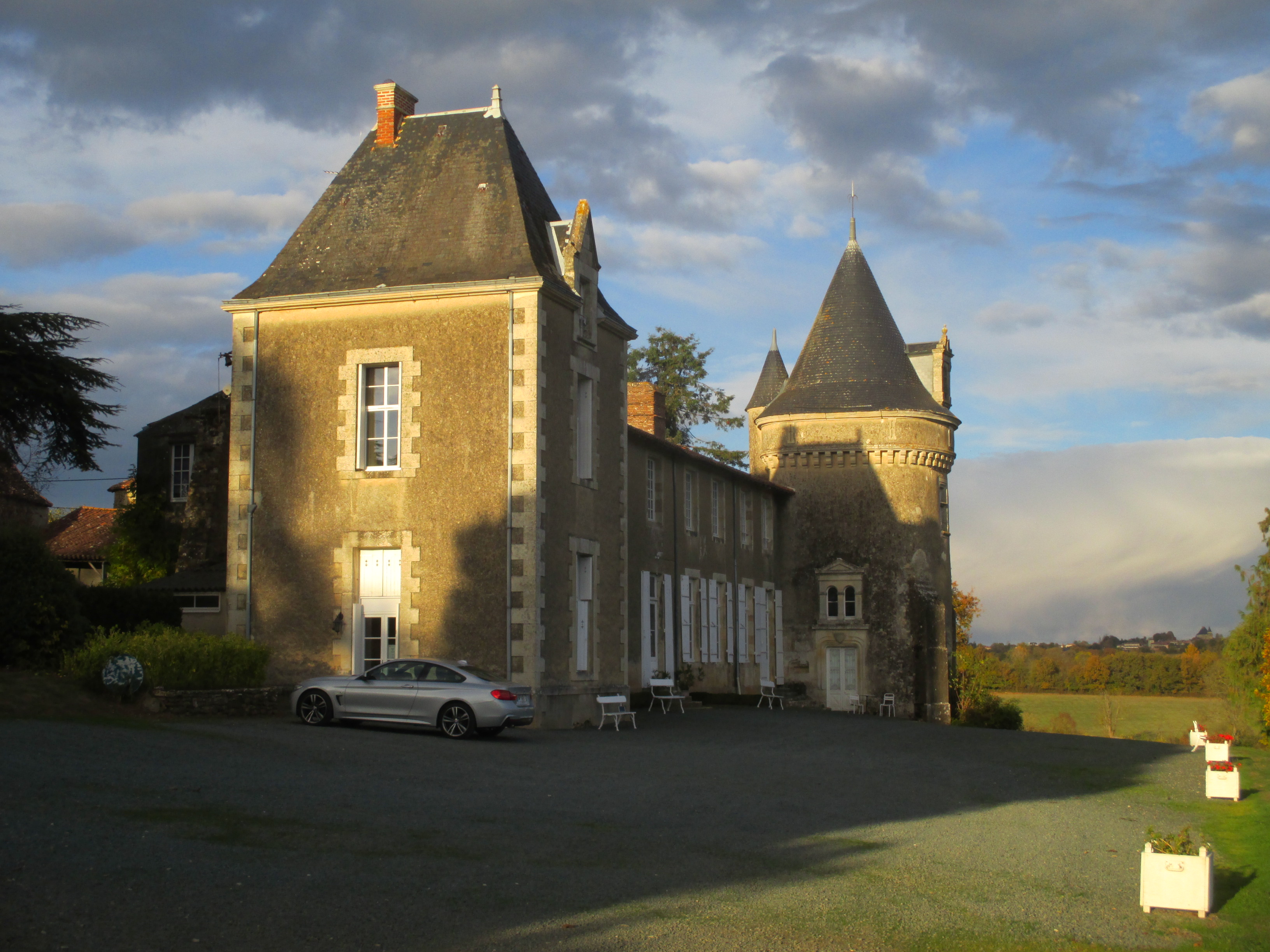
Cuerpo central del manoir de Ponsay

La Casa solariega de Ponsay es un monumento histórico del siglo XV situado en el municipio de Chantonnay (Vendée, Francia).

## Historia
La Casa solariega de Ponsay existe desde el siglo XV. Hacia 1740 Philippe François Gorin de Ponsay modifica la antigua fachada del palacio. Al finalizar el siglo XIX Gilbert de Ponsay transforma la torre del homenaje. Actualmente el manoir de Ponsay es un hotel rural.

## Arquitectura

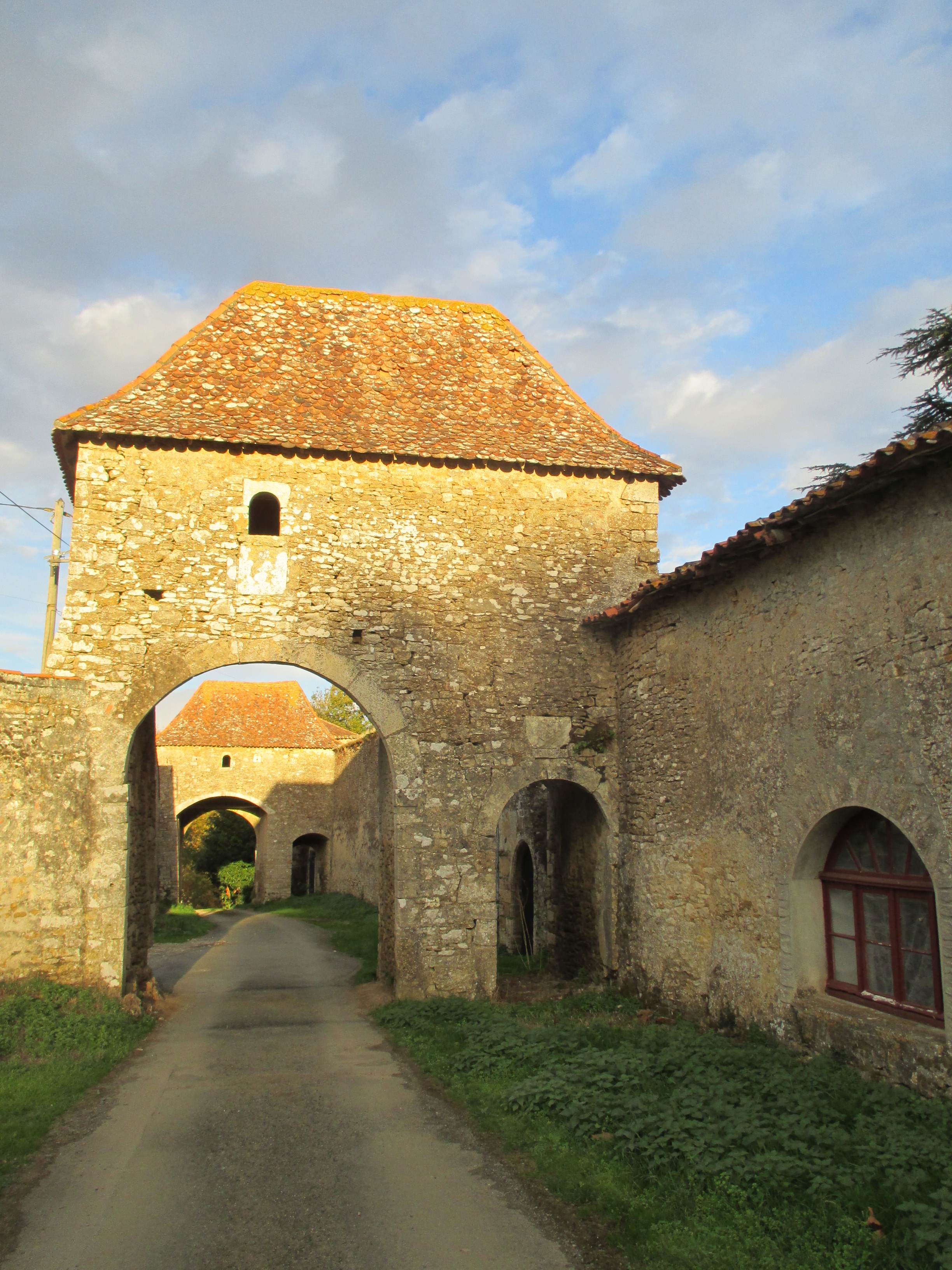
Vista de los pabellones del camino de "Charlemagne"

El Manoir de Ponsay cuenta con varios elementos:
- Un cuerpo central flanqueado por una torre y un pabellón.
- Dos pabellones similares separados por una treintena de metros que conectan el palacio a la granja. Se ubican sobre el llamado camino de « Charlemagne » en su tramo de Chantonnay a Sigournais. Los escudos de armas corresponden a los Grignon y a los Ausseure y permiten datar los pabellones en la segunda mitad del siglo XVI.
- El palomar se encuentra a escasa distancia del palacio. La puerta de entrada es imponente y está presidida por dos piedras esculpidas. Una de ellas porta la fecha de 1591 y la otra dos escudos de armas.

El interior del palomar posee un total de 1963 nichos.